# Magerwiese am Luise-Wetzel-Weg
Das Gebiet Magerwiese am Luise-Wetzel-Weg ist ein flächenhaftes Naturdenkmal auf dem Gebiet der Stadt Tübingen im Landkreis Tübingen in Baden-Württemberg.

## Kenndaten
Das Naturdenkmal wurde mit Verordnung vom 11. November 1993 unter dem Namen Magerwiese am Luise-Wetzel-Weg ausgewiesen.

## Lage und Beschreibung
Das Naturdenkmal liegt im Stadtteil Wanne im Norden von Tübingen. Es handelt sich um eine leicht nach Süden geneigte mäßig arten- und nährstoffreiche Salbei-Glatthaferwiese.

## Flora und Fauna
Laut Biotopkartierung kommen die folgenden Arten im Gebiet vor: 
Feldahorn, Berg-Ahorn, Gemeiner Odermennig, Rotes Straußgras, Kriechender Günsel, Gewöhnliches Ruchgras, Gewöhnlicher Glatthafer,
Echte Betonie, Fieder-Zwenke, Mittleres Zittergras, Aufrechte Trespe, Land-Reitgras, Besenheide, Knäuel-Glockenblume, Wiesen-Glockenblume,
Rundblättrige Glockenblume, Wiesen-Schaumkraut, Frühlings-Segge, Blaugrüne Segge, Bleiche Segge, Hirse-Segge, Filz-Segge, Echter Kümmel,
Wiesen-Flockenblume, Echtes Tausendgüldenkraut, Kleines Tausendgüldenkraut, Quellen-Hornkraut, Stängellose Kratzdistel, Sumpf-Kratzdistel,
Herbstzeitlose, Wiesen-Pippau, Wiesen-Kammgras, Fleischfarbenes Knabenkraut, Geflecktes Knabenkraut, Breitblättriges Knabenkraut, Dreizahn,
Wilde Möhre, Echter Wurmfarn, Gewöhnlicher Spindelstrauch, Zypressen-Wolfsmilch, Gewöhnlicher Rot-Schwingel, Gemeine Esche, Schachblume,
Weißes Labkraut, Echtes Labkraut, Wiesen-Storchschnabel, Bach-Nelkenwurz, Mücken-Händelwurz, Gelbes Sonnenröschen, Kleines Habichtskraut,
Flatter-Binse, Blaugrüne Binse, Acker-Witwenblume, Wiesen-Platterbse, Steifhaariger Löwenzahn, Fettwiesen-Margerite, Magerwiesen-Margerite,
Purgier-Lein, Großes Zweiblatt, Gewöhnlicher Hornklee, Feld-Hainsimse, Kuckucks-Lichtnelke, Hopfenklee, Blaues Pfeifengras, Weinbergs-Traubenhyazinthe,
Dornige Hauhechel, Gewöhnliche Natternzunge, Bienen-Ragwurz, Kleines Knabenkraut, Kleine Bibernelle, Waldkiefer, Schopfige Kreuzblume,
Blutwurz, Frühlings-Fingerkraut, Echte Schlüsselblume, Großblütige Braunelle, Kleine Braunelle, Schlehdorn, Stieleiche, Scharfer Hahnenfuß,
Knolliger Hahnenfuß, Purgier-Kreuzdorn, Hundsrose, Brombeeren, Silber-Weide, Wiesensalbei, Kleiner Wiesenknopf, Großer Wiesenknopf,
Herbst-Löwenzahn, Gewöhnliche Wiesensilge, Herbst-Drehwurz, Gewöhnlicher Teufelsabbiss, Breitblättriger Thymian, Erdbeer-Klee, Mittlerer Klee,
Blassgelber Klee, Wiesen-Goldhafer, Große Brennnessel, Faden-Ehrenpreis, Zaun-Wicke, Schwalbenschwanz,
Gemeine Schafgarbe, Wiesen-Fuchsschwanz, Flaumiger Wiesenhafer, Wiesen-Bärenklau, Spitzwegerich, Mittlerer Wegerich, Wiesen-Sauerampfer,
Gewöhnlicher Löwenzahn, Wiesenklee, Gamander-Ehrenpreis.